# آمپاتویوک (چورکامپا)
آمپاتویوک (به اسپانیایی: Ampatuyoc) یک کوه در پرو است که در Peru, Huancavelica Region واقع شده‌است. آمپاتویوک ۴٬۲۰۰ متر بالاتر از سطح دریا واقع شده‌است.